# ماجاباهيت

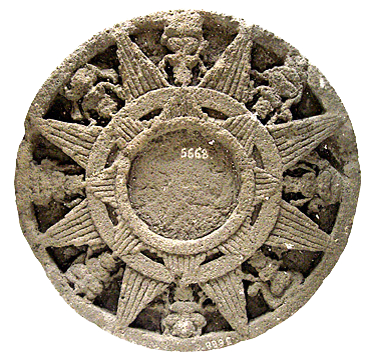
شعار الماجاباهيت

إمبراطورية ماجاباهيت مملكة كانت تقع في شرق جاوة من العام 1293 حتى حوالي 1500. حاكمها الأعظم كان هايام وروك، الذي عهدها من 1350 إلى 1389 وهي الفترة التي كانت فيها الإمبراطورية في قمّتها، بعدما سيطرت على الممالك الأخرى في شبه الجزيرة الملاوية الجنوبية، وبورنيو، وسومطرة، وبالي، والفلبين.
ماجاباهيت كانت آخر الإمبراطوريات الهندوسية العظيمة في الأرخبيل الملاوي. وهي تبعت مملكة سريفيجايا، والتي كان مقرّها في فلمبان على جزيرة سومطرة.
مؤسس إمبراطورية ماجاباهيت، كيرتاراجاسا أو الأمير ويجايا، كان صهر كيرتانيجارا، الحاكم الأخير لمملكة سينغاساري، والتي كان مقرها أيضاً في جاوة. بعدما قادت سينغاساري سريفيجايا خارج جاوة في 1290، وصلت القوّة المتصاعدة لسينغاساري إلى انتباه قوبلاي خان في الصين فأرسل المبعوثين الذين طلبوا التقدير. كيرتانيجارا، الحاكم الأخير لمملكة سينغاساري، رفض التعبير عن التقدير فأرسل الخان بعثة هائلة مكونة من 1000 سفينة وصلت لساحل جاوة في 1293.
بعد ذلك ثار كيدري، فقام جاياكاتوانج باغتصاب وقتل كيرتاناجارا. مؤسس ماجاباهيت، بعد نفي قصير، تحالف مع المنغوليين ضدّ جاياكاتوانج، وعندما دمر جاياكاتوانج، أجبر حلفاءه المنغوليين على الانسحاب من الجزيرة بعد أن أطلق هجوماً مفاجئاً. الجيش المنغولي الضخم المشوش كان لا بدّ من أن ينسحب بينما كان في الأرض العدائية، وإلا فهم سيلتزمون بالانتظار لستّة شهور أخرى في الجزيرة العدائية. اعتلى ويجايا بعد ذلك على العرش كالملك الأول لماجاباهيت في 1293. في أراضي تاريك بنى قلعة، وسمّى العاصمة ماجاباهيت أيضا، نسبة لفاكهة الماجا المرّة، وهي نوع من الأشجار الذي نما بوفرة في تلك المنطقة.
بعد وفاة ويجايا في عام 1309، خلفه ابنه جايانيجارا، الذي كانت أمّه أميرة ملاوية. قتل جايانيجارا من قبل جرّاحه في 1328، فخلفته الملكة تريبهوانا. عندما توفيت والدتها في عام 1350، جعلت ابنها هايام وروك حاكماً. بعدما توفي في عام 1389، بدأت قوّة ماجاباهيت بالهبوط مع بدء الحرب الأهلية على التعاقب التي في 1401 واستمرّت لأربع سنوات. ماجاباهيت قسّمت بسبب حرب التعاقب في 1401 وأصبحت ضعيف لوجود الخلاف الداخلي الذي لا يستطيع أن يوقف القوّة المتصاعدة لسلطنة ملقا. ماجاباهيت واصلت التفكك والانهيار أخيرا في 1478.
اسم ماجاباهيت مشتق من اللغة الجاوية المحلية، ويعني ماجا المرّة. اقترح المستشرق الألماني بيرتهولد لوفر أن ماجا جاءت من الاسم الجاوي للقثاء الهندي وهي شجرة إندونيسية. يشير الاسم في الأصل إلى المنطقة الموجودة حول ترولان، مهد ماجاباهيت، والتي ارتبطت بإنشاء رادين ويجايا لقرية في مشجرة طارق. قيل إن العمال الذين طهروا أراضي طارق المشجرة واجهوا بعض أشجار بيل واستهلكوا ثمارها ذات المذاق المر التي أصبحت فيما بعد اسمًا للقرية. من الشائع في جاوة تسمية منطقة أو قرية أو مستوطنة تحتوي على أشجار أو أنواع فاكهة أكثر وضوحا أو وفرة في تلك المنطقة. من الشائع في جاوة القديمة إحالة المملكة باسم عاصمتها. ماجاباهيت (أحيانًا تهجأ موجوباهيت أيضًا) تُعرف أيضًا بأسماء أخرى: ويلواتيكتا، رغم أن السكان الأصليين يطلقون أحيانًا على مملكتهم اسم بهومي جاوا أو ماندالا جاوا بدلًا من ذلك.

## التاريخ
تُعد البقايا القليلة من الأدلة المادية لماجاباهيت، وبعض تفاصيل التاريخ مجردةً إلى حد ما. ومع ذلك، لم ينسَ السكان المحليون الجاويون ماجاباهيت تمامًا، إذ ذُكر موجوبايت بشكل غامض في باباد تاناه الجاوية، وهو تاريخ جاوي أٌلِف في القرن الثامن عشر. أعطى ماجاباهيت دليلًا ماديًا: تتجمع الآثار الرئيسية التي تعود إلى فترة ماجاباهيت في منطقة ترولان، التي كانت عاصمة المملكة. وُثِق موقع ترولان الأثري لأول مرة في القرن التاسع عشر من قبل السير توماس ستامفورد رافلز، حاكم جاوة البريطانية التابع لشركة الهند الشرقية البريطانية من عام 1811 إلى عام 1816. ذكر رافلز وجود أطلال المعابد المنتشرة حول البلاد لمسافات شاسعة، وأشار إلى ترولان بأنها فخر من جاوة.
بحلول أوائل القرن العشرين، بدأ المؤرخون الاستعماريون الهولنديون دراسة الأدب الجاوي والبالي القديم لاستكشاف ماضي مستعمرتهم. توفر مصدران أساسيان لهم؛ مخطوطة باراراتون (كتاب الملوك) مكتوبة بلغة كاوي تعود لعام 1600، وناغاراكريتاغما (ديساوارنانا) المكتوبة بالجاوية القديمة عام 1365. يركز باراراتون على كين أروك، مؤسس سينغاساري، ولكنه يتضمن عددًا من الأجزاء السردية الأقصر حول تشكيل ماجاباهيت. الناغاراكريتاغما هي قصيدة ملحمية قديمة من اللغة الجاوية كتبت خلال العصر الذهبي لماجاباهيت في عهد هيام وروك، وبعد ذلك تُسرد بعض الأحداث الأخرى. حصل الهولنديون على المخطوطة عام 1894 خلال حملتهم العسكرية ضد منزل كاكرانغارا الملكي في لومبوك. يوجد أيضًا بعض النقوش باللغة الجاوية القديمة والصينية.
تضم المصادر الجاوية بعض العناصر الأسطورية الشعرية، وقد اعتبر علماء مثل سي سي بيرج، عالم الطبيعة الهولندي المولود في جزر الهند، السجل التاريخي بأكمله ليس سجلًا للماضي، ولكن وسيلة خارقة يمكن من خلالها تحديد المستقبل. لا يقبل معظم العلماء هذا الرأي، لأن السجل التاريخي يتوافق مع المواد الصينية التي لم يكن لها نية مماثلة. لا تظهر قائمة الحكام وتفاصيل هيكل الدولة أي علامة على اختراعهم.
اكتسبت المصادر التاريخية الصينية في ماجاباهيت بشكل رئيسي من سجلات سلالة يوان وسلالة مينغ التي تلتها. يعود الفضل الرئيسي في المرويات الصينية حول ماجاباهيت، إلى زهينغ شي في القرن الخامس عشر وهو أدميرال صيني كتب تقريرًا خلال زيارته لماجاباهيت بين عامي 1405 و1432. كتب مترجم تشنغ هي ما هوان وصفًا تفصيليًا لماجاباهيت والمكان الذي عاش فيه ملك جاوة. ألف التقرير وجُمع في كتاب ينغايا شينغلان، والذي يقدم رؤية قيّمة عن الثقافة والعادات، وكذلك الجوانب الاجتماعية والاقتصادية المختلفة لجاوة خلال فترة ماجاباهيت.
أصبحت منطقة ترولان الأثرية مركزًا لدراسة تاريخ ماجاباهيت. كشفت الصور الجوية والأقمار الصناعية عن شبكة واسعة من القنوات المتقاطعة عبر عاصمة ماجاباهيت. تشير الاكتشافات الأثرية الأخيرة من أبريل 2011 إلى أن عاصمة ماجاباهيت كانت أكبر بكثير مما كان يعتقد في السابق بعد الكشف عن بعض القطع الأثرية.

## خلفية تاريخية

### التشكيل
بعد هزيمة مملكة ميلايو في سومطرة عام 1290، أصبحت سينغاساري أقوى مملكة في المنطقة. تحدى كوبلاي خان، الخان العظيم للإمبراطورية المغولية وإمبراطور سلالة يوان المغولية، سينغاساري بإرسال مبعوثين إليهم يطالبون بجزية. رفض كيرتانيغارا، آخر حاكم لسينغاساري، دفع الجزية، وأهان المبعوث المغولي، وتحدى الخان بدلًا من ذلك. ردًا على ذلك، أرسل كوبلاي خان حملة ضخمة من 1000 سفينة إلى جاوة في 1293.

### الغزو المغولي
بحلول ذلك الوقت، كان جاياكاتوانغ، الأديباتي (دوق) كيديري، وهي دولة تابعة لسينغاساري، قد خلع الملك كيرتانيغارا وقتله. بعد أن عفا عنه جاياكاتوانغ بمساعدة حاكم مادورا، آريا ويراراغا؛ ورادين ويغايا، أعطي صهر كيرتانيغارا، أرض تاريك المشجرة. فتح بعد ذلك أراضٍ مشجرة شاسعة وبنى مستوطنة جديدة هناك. سميت القرية ماجاباهيت، المأخوذة من فاكهة ذات مذاق مر (ماجا هو اسم الفاكهة وباهيت يعني مرارة). عندما وصل الجيش المغولي الذي أرسله كوبلاي خان، تحالف ويغايا مع الجيش للقتال ضد جاياكاتوانغ. بمجرد تدمير جاياكاتوانغ، أجبر رادين ويجايا حلفائه على الانسحاب من جاوة عن طريق شن هجوم مفاجئ. كان على جيش المغولي الانسحاب في حالة من الارتباك لأنهم كانوا في منطقة معادية، إذ تعرضت سفنهم للهجوم من قبل البحرية الجاوية. وكانت تلك فرصتهم الأخيرة للحاق بالرياح الموسمية؛ وإلا لكان عليهم الانتظار ستة أشهر أخرى.